# Shōnen Jump+
Shōnen Jump+ (jap. 少年ジャンプ+ Shōnen Janpu Purasu) – japoński magazyn internetowy z mangami stworzony przez wydawnictwo Shūeisha, będący odgałęzieniem linii magazynów Jump. Powstał 22 września 2014 roku i jest dostępny za pośrednictwem bezpłatnej aplikacji mobilnej oraz strony internetowej. Pomimo swojej nazwy, w Shōnen Jump+ wydawane są nie tylko mangi shōnen, które są skierowane do chłopców, ale także tytuły dla kobiet i dorosłych. Publikowane w nim są zarówno oryginalne serie, jak i tytuły z innych magazynów wydawnictwa, a także cyfrowe wydania Shūkan Shōnen Jump. Godne uwagi tytuły wydawane w Shōnen Jump+ to Fire Punch, Shūmatsu no Harem, Kanata no Astra, Piekielny Raj, Spy × Family, Kaiju No. 8 i Dandadan.
Poza Japonią, oryginalne mangi z platformy są wydawane w serwisie Manga Plus. Począwszy od 2023 roku, każda nowa seria rozpoczęta w Shōnen Jump+ otrzyma jednoczesne angielskie wydanie na Manga Plus.